# مرینین
مرینین (به فرانسوی: Marignane) یک کامین در فرانسه است که در Canton of Marignane واقع شده‌است.

## خصوصیات
مرینین ۲۳٫۱۶ کیلومترمربع مساحت و ۳۳٬۹۰۹ نفر جمعیت دارد و ۱۵ متر بالاتر از سطح دریا واقع شده‌است.

## خواهرخوانده
شهرهای وولفسبورگ، فیگرس، Göd و نووی لیگوره خواهرخوانده‌های مرینین هستند.